# گذرگاه مرزی وش - چمان

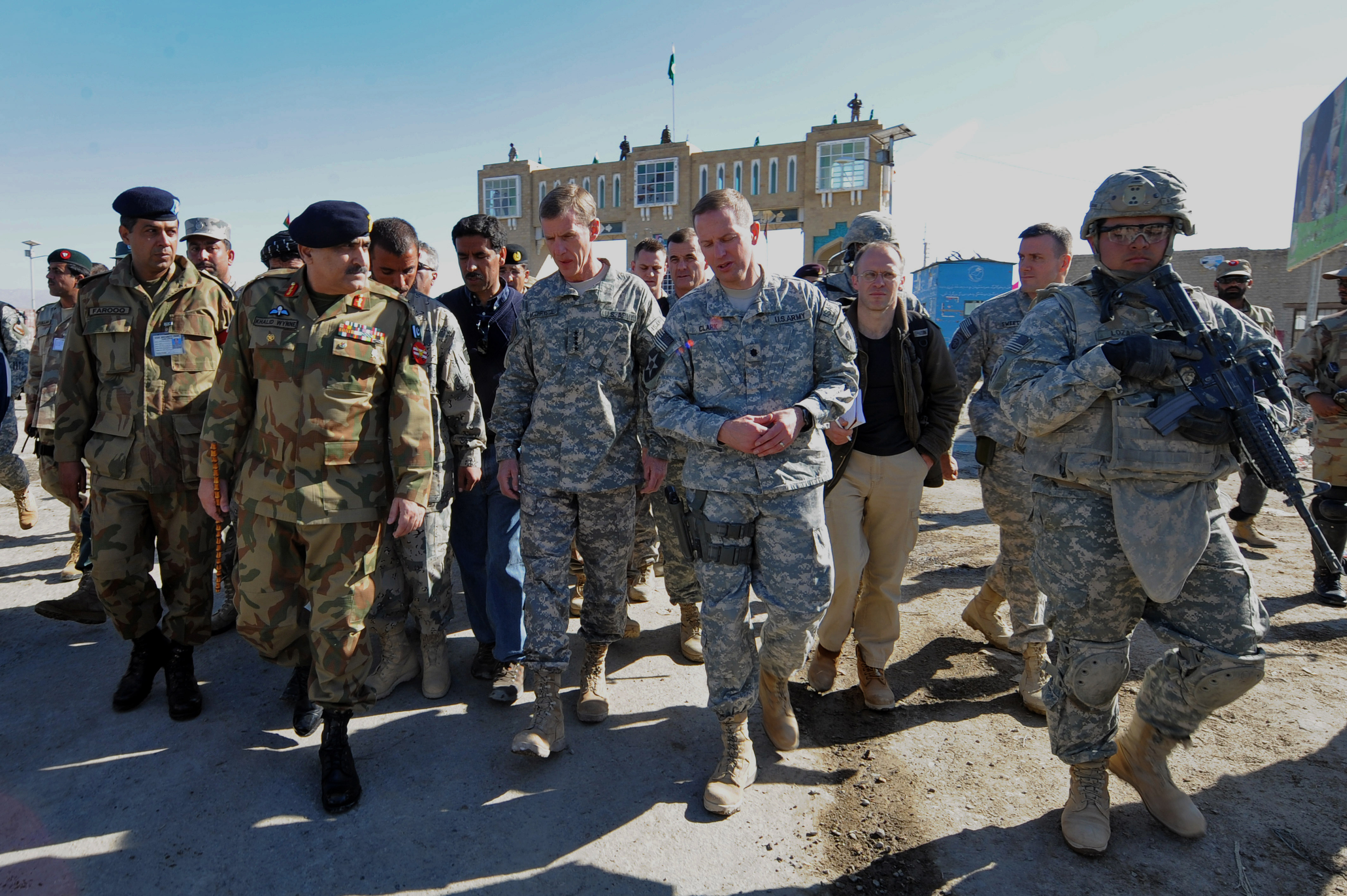
ژنرال ارتش آمریکا استنلی مک کریستال، فرمانده نیروی بین‌المللی کمک در آن زمان، در حال دیدار با سپهبد ارتش پاکستان است. خالد وین، فرمانده فرماندهی جنوب، در گذرگاه مرزی دروازه دوستی، در اسپین بولدک، افغانستان.

گذرگاه مرزی ویش - چمن یکی از بزرگترین گذرگاه‌های مرزی بین‌المللی بین افغانستان و پاکستان است. واقع در مرز پاکستان و افغانستان، از شهر چمن، منطقه چمن، بلوچستان به شمال در اسپین بولدک، استان قندهار منتهی می‌شود. به‌طور کلی، این دو مرکز استان: کویته و قندهار را به هم پیوند می‌دهد. روزانه حداقل ۷۰ هزار نفر شاغل در ویش از این مرز عبور می‌کنند و عصرها به خانه بازمی گردند.
دروازه دوستی آجری و دو طاقی، با سه طبقه بلند، در سال ۲۰۰۳ ساخته شد. دروازه ای که به سمت بلوچستان روبرو است عبارت‌های «پاکستانی مغرور» و «اول پاکستان» را دارد. ساعات رسمی آن از صبح تا غروب خورشید ادامه دارد، اگرچه قاچاق ممکن است در شب نیز ادامه یابد.

## حضور نظامی ایالات متحده
گذرگاه مرزی ویش-چمن توسط نیروهای بین‌المللی (ISAF) در افغانستان به عنوان بخشی از مسیر اصلی تأمین از بندر کراچی تا قندهار مورد استفاده قرار گرفته‌است تقریباً ۶۰ تا ۱۰۰ کامیون که روزانه از چمن عبور می‌کنند. در ۱۸ ژانویه ۲۰۱۰، فرمانده ISAF ژنرال استنلی مک‌کریستال پس از بحث در مورد کارایی گذرگاه با مقامات پاکستانی، از سایت بازدید کرد. یک پایگاه عملیاتی (FOB) تحت مدیریت ایالات متحده در اسپین بولدک واقع شده‌است، که به همراه پلیس مرزبانی افغانستان و ارتش ملی افغانستان بر مرز عبور نظارت می‌کند.